# Chromatica
Chromatica — шостий студійний альбом співачки Lady Gaga, випущений 29 травня 2020 року під лейблами Streamline і Interscope Records. Вихід платівки було заплановано на 10 квітня 2020 року, проте через пандемію COVID-19 було відкладено на сім тижнів. Незважаючи на те, що стиль звучання альбому достатньо позитивний, у піснях піднімаються досить серйозні теми: ментальне здоров'я, депресія, самотність, знаходження кохання через труднощі, травми в результаті сексуального насильства.
Дебютний сингл «Stupid Love» потрапив у мережу за місяць до офіційного релізу, і в результаті увійшов у першу десятку чартів у понад 15 країнах. Наступний сингл «Rain on Me» дебютував на вершині чартів у Великій Британії та США. Сингл «Sour Candy» було представлено за день до офіційного релізу альбому. Одразу після релізу платівка отримала в цілому позитивні відгуки та очолила Billboard 200 із 274 000 проданих копій, що стало для співачки шостим поспіль альбомом на вершині американського чарту. Альбом також очолив чарти багатьох інших країн включно із Австралією, Францією, Італією, Новою Зеландією та Великою Британією.

## Список пісень
| Стандартне видання | Стандартне видання                    | Стандартне видання |
| #                  | Назва                                 | Тривалість         |
| ------------------ | ------------------------------------- | ------------------ |
| 1.                 | «Chromatica I»                        | 1:00               |
| 2.                 | «Alice»                               | 2:57               |
| 3.                 | «Stupid Love»                         | 3:13               |
| 4.                 | «Rain on Me» (із Аріана Ґранде)       | 3:02               |
| 5.                 | «Free Woman»                          | 3:11               |
| 6.                 | «Fun Tonight»                         | 2:53               |
| 7.                 | «Chromatica II»                       | 0:41               |
| 8.                 | «911»                                 | 2:52               |
| 9.                 | «Plastic Doll»                        | 3:41               |
| 10.                | «Sour Candy» (із Blackpink)           | 2:37               |
| 11.                | «Enigma»                              | 2:59               |
| 12.                | «Replay»                              | 3:06               |
| 13.                | «Chromatica III»                      | 0:27               |
| 14.                | «Sine from Above» (із Елтоном Джоном) | 4:04               |
| 15.                | «1000 Doves»                          | 3:35               |
| 16.                | «Babylon»                             | 2:41               |
| 43:08              |                                       |                    |

## Чарти
| Чарт (2020)                                          | Найвища позиція |
| ---------------------------------------------------- | --------------- |
| Argentine Albums (CAPIF)                             | 2               |
| Австралія Australian Albums (ARIA)                   | 1               |
| Австрія Austrian Albums (Ö3 Austria)                 | 1               |
| Бельгія Belgian Albums (Ultratop Flanders)           | 3               |
| Бельгія Belgian Albums (Ultratop Wallonia)           | 2               |
| Канада Canadian Albums (Billboard)                   | 1               |
| Croatia International Albums (HDU)                   | 2               |
| Чехія Czech Albums (ČNS IFPI)                        | 1               |
| Данія Danish Albums (Hitlisten)                      | 4               |
| Нідерланди Dutch Albums (MegaCharts)                 | 1               |
| Estonian Albums (Eesti Tipp-40)                      | 1               |
| Фінляндія Finnish Albums (Suomen virallinen lista)   | 1               |
| Франція French Albums (SNEP)                         | 1               |
| Німеччина German Albums (Offizielle Top 100)         | 3               |
| Greek Albums (IFPI Greece)                           | 2               |
| Угорщина Hungarian Albums (MAHASZ)                   | 4               |
| Icelandic Albums (Tónlist)                           | 17              |
| Італія Italian Albums (FIMI)                         | 1               |
| Japan Hot Albums (Billboard Japan)                   | 3               |
| Японія Japanese Albums (Oricon)                      | 3               |
| Lithuanian Albums (AGATA)                            | 1               |
| Mexican Albums (AMPROFON)                            | 1               |
| Нова Зеландія New Zealand Albums (Recorded Music NZ) | 1               |
| Норвегія Norwegian Albums (VG-lista)                 | 3               |
| Польща Polish Albums (ZPAV)                          | 9               |
| Португалія Portuguese Albums (AFP)                   | 1               |
| Шотландія Scottish Albums (OCC)                      | 1               |
| Slovak Albums (ČNS IFPI)                             | 2               |
| Spanish Albums (PROMUSICAE)                          | 2               |
| Швеція Swedish Albums (Sverigetopplistan)            | 2               |
| Швейцарія Swiss Albums (Schweizer Hitparade)         | 1               |
| Велика Британія UK Albums (OCC)                      | 1               |
| США Billboard 200                                    | 1               |
| США Dance/Electronic Albums (Billboard)              | 1               |

## Сертифікації
| Регіон | Сертифікація | Продажі |
| --- | ------------ | ------- |
| Канада (Music Canada) | Золотий      | 40 000  |
| Велика Британія (BPI) | Золотий      | 100 000 |
| *продажі, що базуються лише на сертифікаціях · ^відвантаження, що базуються лише на сертифікаціях · продажі+прослуховування, що базуються лише на сертифікаціях |              |         |